# Paraspadella schizoptera
Paraspadella schizoptera är en djurart som tillhör fylumet pilmaskar, och som först beskrevs av Conant 1895.  Paraspadella schizoptera ingår i släktet Paraspadella och familjen Spadellidae. Inga underarter finns listade i Catalogue of Life.